# École royale d'artillerie
L'École royale d'artillerie ou Royal School of Artillery (RSA), appelée auparavant School of Instruction for Royal Horse and Field Artillery (Larkhill), est le principal centre d'entraînement d'artillerie de l'armée britannique. Créée en 1915, elle est située à Larkhill, dans le sud de Salisbury Plain (Angleterre) au Royaume-Uni.